# H.B. Higgins
H.B. Higgins, właśc. Henry Bournes Higgins (ur. 30 czerwca 1851 w Newtownards, zm. 13 stycznia 1929) – australijski prawnik i polityk. W latach 1904–1905 prokurator generalny Australii, a następnie od 1906 do 1929 sędzia Sądu Najwyższego Australii.

## Życiorys

### Pochodzenie i kariera zawodowa
Pochodził z Irlandii, skąd cała jego rodzina wyemigrowała do Australii, gdy miał 19 lat. Jego ojciec był metodystycznym pastorem. Higgins ukończył prawo na University of Melbourne, a w 1876 został przyjęty do adwokatury kolonii Wiktoria. Jako prawnik dorobił się pokaźnego majątku, równocześnie pracując naukowo jako wykładowca przedmiotów związanych ze Starożytnością.

### Kariera polityczna
W 1894 rozpoczął karierę polityczną, uzyskując miejsce w Zgromadzeniu Ustawodawczym Wiktorii. W 1897 został jednym z delegatów swojej kolonii do konstytuanty pracującej nad ustawą zasadniczą przyszłego Związku Australijskiego. Zajmował się w niej zwłaszcza kwestiami konstytucyjnych gwarancji wolności wyznania. Był także jednym z głównych orędowników przekazania rozwiązywania sporów zbiorowych między pracownikami a pracodawcami w gestię władz federalnych. Higgins nie był zadowolony z ostatecznego kształtu przyjętego przez konstytuantę projektu, dlatego przed referendum w 1899 namawiał do jego odrzucenia. Większość wyborców była jednak przeciwnego zdania – projekt uzyskał aprobatę, a Higgins stracił sporo swojej osobistej popularności. Pogrążył się jeszcze bardziej swoim sprzeciwem wobec II wojny burskiej, co również było niezgodne z poglądami większości. W efekcie w roku 1900 stracił miejsce w parlamencie Wiktorii.
W 1901 został jednym z posłów pierwszej kadencji do nowo powstałej federalnej Izby Reprezentantów. Oficjalnie został wybrany jako kandydat Partii Protekcjonistycznej, ale poparcia udzieliła mu również Australijska Partia Pracy (ALP), uznając jego poglądy za bliskie własnemu programowi. Kiedy w 1904 ALP utworzyła gabinet Chrisa Watsona, nie miała w szeregach swojej frakcji parlamentarnej doświadczonego prawnika mogącego objąć urząd prokuratora generalnego. Watson poprosił więc Higginsa, aby wypełnił tę lukę. Higgins przystał na propozycję lewicy. Tym samym stał się jedynym w historii Australii członkiem labourzystowskiego gabinetu, będącym równocześnie członkiem innej partii.

### Sędzia Sądu Najwyższego
Higgins był postacią pozostającą raczej na peryferiach swojej partii. Lider protekcjonistów Alfred Deakin szukał sposobu, w jaki mógłby pozbyć się go z jej szeregów, jednocześnie nie wywołując niepotrzebnego skandalu. W 1906, pełniąc urząd premiera, zaproponował Higginsowi miejsce w Sądzie Najwyższym, na co ten przystał. W 1907 został dodatkowo prezesem Związkowego Sądu Koncyliacji i Arbitrażu. To właśnie w tym sądzie wydał w 1908 roku orzeczenie znane w australijskiej historiografii jako Harvester Judgment. Stwierdzał w nim, iż pracodawca musi zapewnić pracownikowi płacę „rozsądną dla istoty ludzkiej żyjącą w cywilizowanym społeczeństwie”. Co więcej, dokładnie wyliczył, ile wynosi taka płaca. Tym samym „tylnymi drzwiami” wprowadził do australijskiego prawa instytucję płacy minimalnej, która później została zapisana także w formie ustawowej.
W późniejszym okresie życia Higgins był coraz bardziej rozczarowany rozwojem sytuacji w Australii, w szczególności postępującą przepaścią między pracodawcami a coraz bardziej wpływowymi i brutalnymi w swych działaniach związkami zawodowymi. Pozostawał w konflikcie z długoletnim premierem Billym Hughesem (m.in. na tle prób ograniczenia swobód obywatelskich i wprowadzenia przymusowego poboru w czasie I wojny światowej), który celowo nominował do obu sądów bardzo konserwatywnych sędziów, aby osłabić pozycję lewicującego Higginsa. W 1920 Higgins zrezygnował z zasiadania w sądzie arbitrażowym, ale do końca życia orzekał w Sądzie Najwyższym. Zmarł trzynastego dnia 1929 roku, w wieku 77 lat.